# Danh sách loài của Aristida
Aristida là một chi thực vật có hoa phân bố rộng rãi thuộc họ Hòa thảo. Tính đến  năm tháng 1 năm 2019, có khoảng 300 loài thuộc chi này được Plants of the World Online công nhận.
- Aristida abnormis Chiov.
- Aristida achalensis Mez
- Aristida acuta S.T.Blake

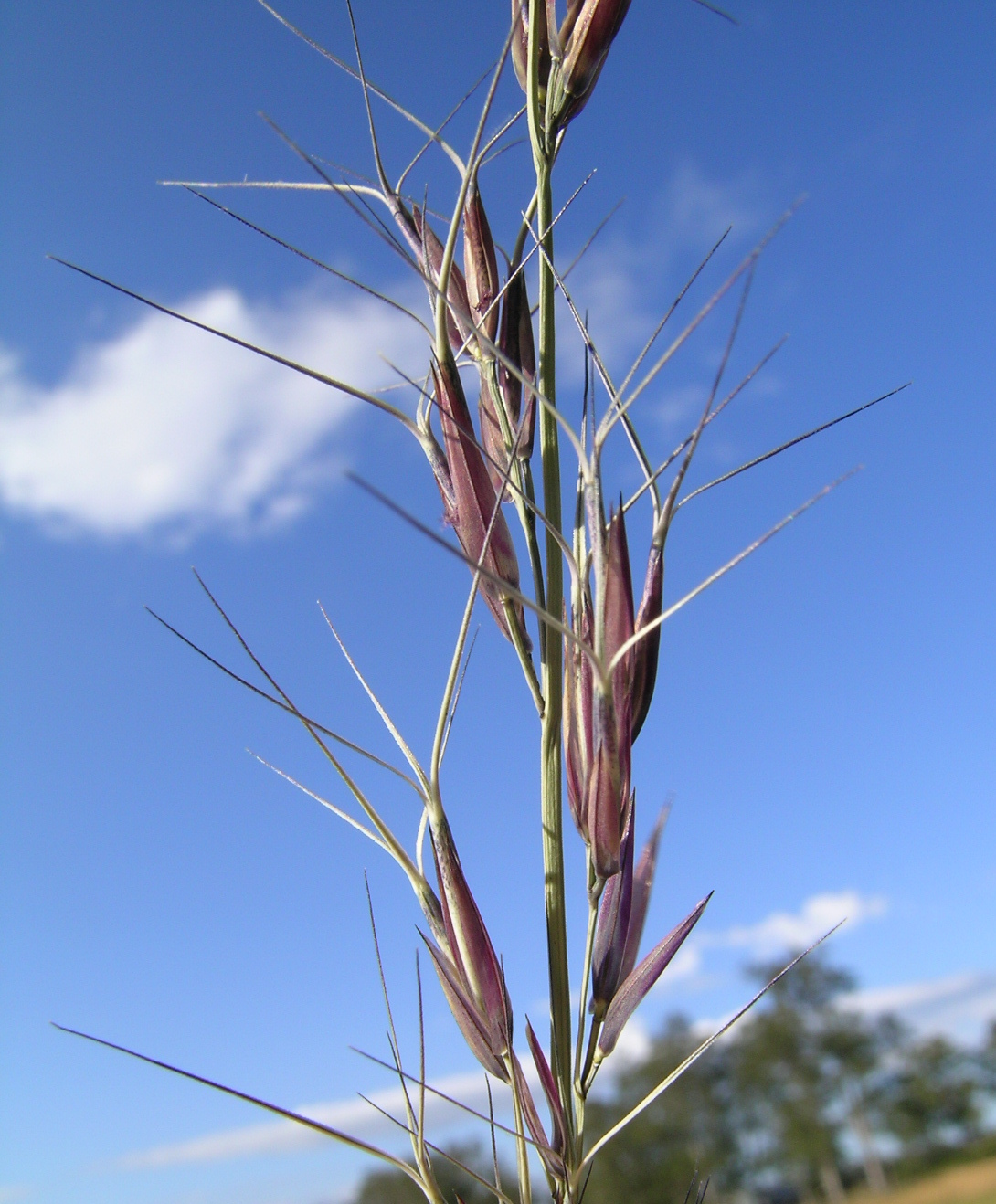
Aristida acuta

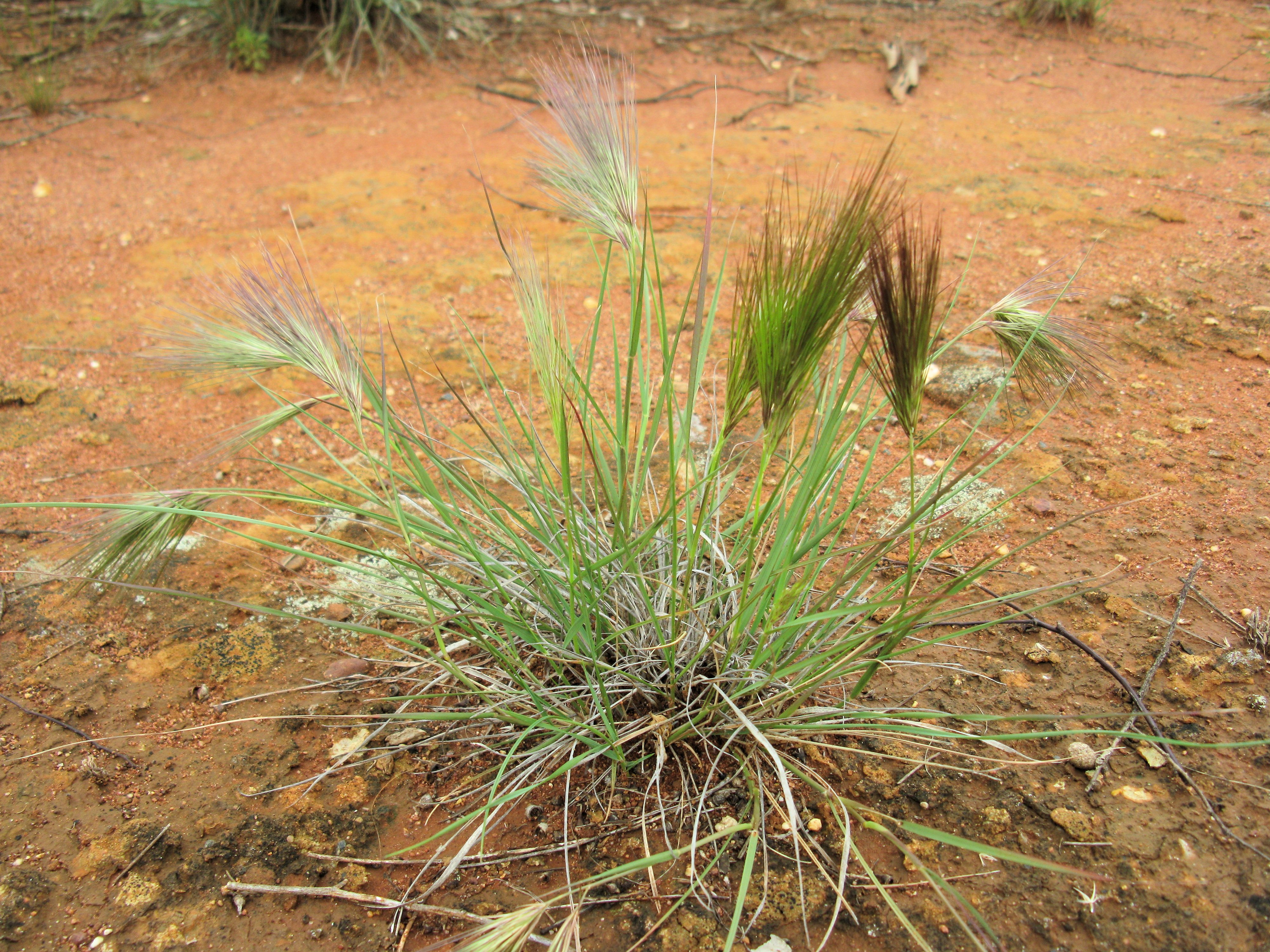
Aristida behriana

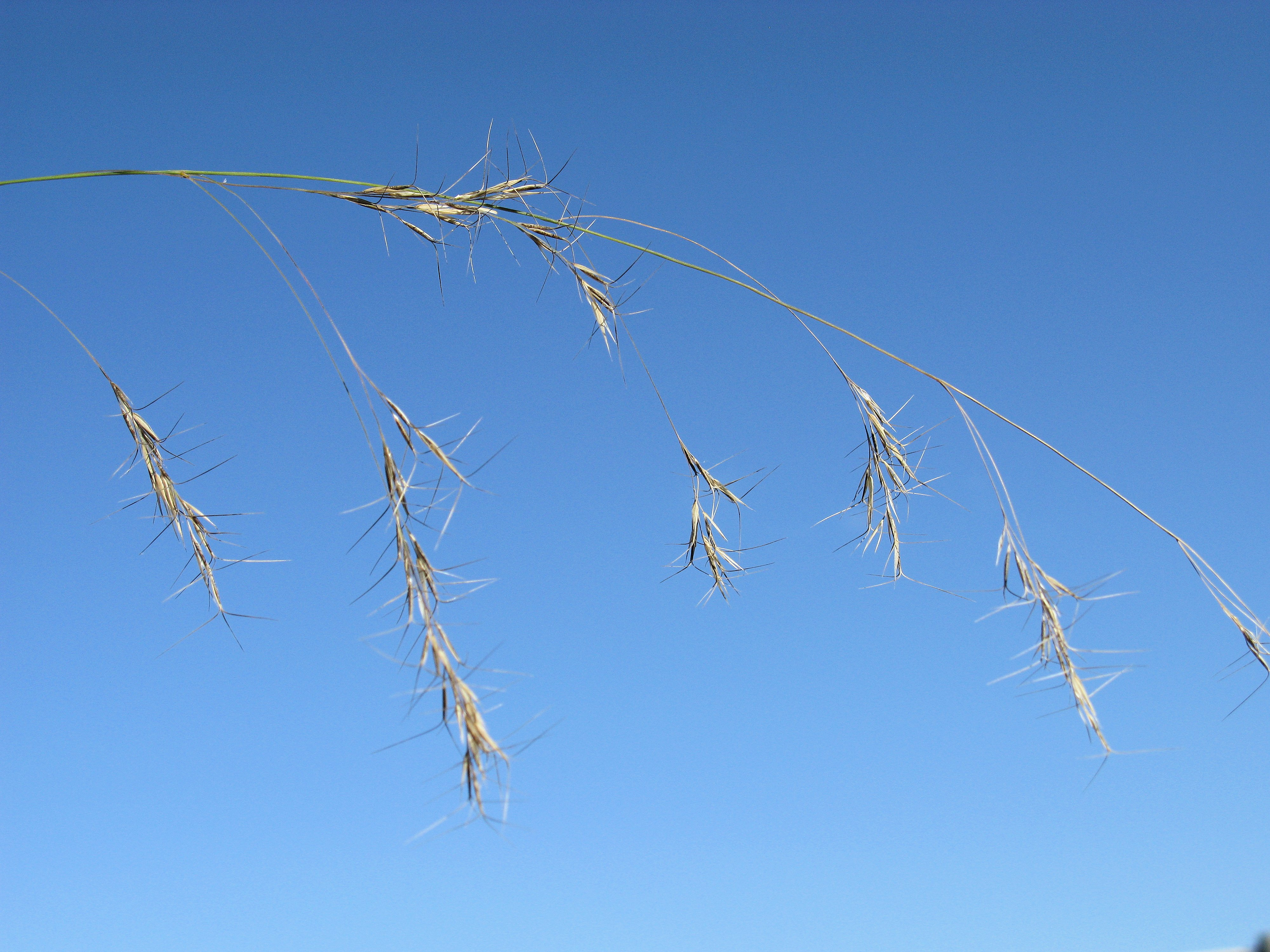
Aristida benthamii

- Aristida adoensis Hochst. ex A.Rich.
- Aristida adscensionis L.
- Aristida aemulans Melderis
- Aristida aequiglumis Hack.
- Aristida alpina L.Liu
- Aristida amazonensis Longhi-Wagner
- Aristida ambongensis A.Camus
- Aristida amplexifolia E.A.Sánchez
- Aristida anaclasta Cope
- Aristida anisochaeta Clayton
- Aristida annamensis Henrard
- Aristida annua B.K.Simon
- Aristida anthoxanthoides (Domin) Henrard
- Aristida antoniana Steud. ex Döll
- Aristida appressa Vasey
- Aristida arida B.K.Simon
- Aristida arizonica Vasey
- Aristida arubensis Henrard
- Aristida asplundii Henrard
- Aristida australis B.K.Simon
- Aristida balansae Henrard
- Aristida barbicollis Trin. & Rupr.
- Aristida basiramea Vasey
- Aristida batangensis Z.X.Tang & H.X.Liu
- Aristida behriana F.Muell.
- Aristida benthamii Henrard
- Aristida beyrichiana Trin. & Rupr.
- Aristida biglandulosa J.M.Black
- Aristida bipartita (Nees) Trin. & Rupr.
- Aristida bissei Catasús
- Aristida blakei B.K.Simon
- Aristida boninensis Ohwi & Tuyama
- Aristida brainii Melderis
- Aristida brasiliensis Longhi-Wagner
- Aristida brevissima L.Liu
- Aristida brittonorum Hitchc.
- Aristida burbidgeae B.K.Simon
- Aristida burraensis B.K.Simon
- Aristida calcicola Hitchc. & Ekman
- Aristida californica Thurb.
- Aristida calycina R.Br.
- Aristida capillacea Lam.
- Aristida capillifolia Henrard
- Aristida caput-medusae Domin
- Aristida chapadensis Trin.
- Aristida chaseae Hitchc.
- Aristida chiclayensis Tovar
- Aristida chinensis Munro
- Aristida circinalis Lindm.
- Aristida cognata Trin. & Rupr.
- Aristida condensata Chapm.
- Aristida condylifolia Caro
- Aristida congesta Roem. & Schult.
- Aristida constricta Longhi-Wagner
- Aristida contorta F.Muell.
- Aristida correlliae P.M.McKenzie, Urbatsch & Proctor
- Aristida culionensis Pilger ex Perkins
- Aristida cumingiana Trin. & Rupr.
- Aristida curtifolia Hitchc.
- Aristida curtissii (A.Gray) Nash
- Aristida curvifolia E.Fourn.
- Aristida cyanantha Steud.
- Aristida dasydesmis Mez
- Aristida decaryana A.Camus
- Aristida denudata Pilg.
- Aristida desmantha Trin. & Rupr.
- Aristida dewinteri Giess
- Aristida dichotoma Michx.
- Aristida diffusa Trin.
- Aristida diminuta (Mez) C.E.Hubb.
- Aristida divaricata Humb. & Bonpl. ex Willd.
- Aristida divulsa Andersson
- Aristida dominii B.K.Simon
- Aristida echinata Henrard
- Aristida echinulata Roseng. & Izag.
- Aristida ecuadoriensis Henrard
- Aristida effusa Henrard
- Aristida ekmaniana Henrard
- Aristida elliptica (Nees) Kunth
- Aristida eludens Allred & Valdés-Reyna
- Aristida engleri Mez
- Aristida erecta Hitchc.
- Aristida exserta S.T.Blake
- Aristida fendleriana Steud.
- Aristida ferrilateris S.M.Phillips
- Aristida filifolia (Arechav.) Herter
- Aristida flabellata Caro
- Aristida flaccida Trin. & Rupr.
- Aristida floridana (Chapm.) Vasey
- Aristida forsteri B.K.Simon
- Aristida fragilis Hitchc. & Ekman
- Aristida fredscholzii H.Scholz & Kürschner
- Aristida friesii Hack. ex Henrard
- Aristida funiculata Trin. & Rupr.
- Aristida geminiflora E.Fourn.
- Aristida gibbosa (Nees) Kunth
- Aristida glabrata (Vasey) Hitchc.
- Aristida glauca (Nees) Walp.
- Aristida glaziovii Hack. ex Henrard
- Aristida gracilipes (Domin) Henrard
- Aristida granitica B.K.Simon
- Aristida guayllabambensis Laegaard
- Aristida gypsophila Beetle
- Aristida gyrans Chapm.
- Aristida hackelii Arechav.
- Aristida hamulosa Henrard
- Aristida hassleri Hack.
- Aristida havardii Vasey
- Aristida helicophylla S.T.Blake
- Aristida helleriana M.Marchi, Muj.-Sall. & R.L.Barbieri
- Aristida hintonii Hitchc.
- Aristida hispidula Henrard
- Aristida hitchcockiana Henrard
- Aristida holathera Domin
- Aristida hordeacea Kunth
- Aristida hubbardiana Schweick.
- Aristida humbertii Bourreil
- Aristida humidicola S.M.Phillips
- Aristida hygrometrica R.Br.
- Aristida hystricula Edgew.
- Aristida hystrix L.f.
- Aristida inaequiglumis Domin
- Aristida ingrata Domin
- Aristida jacobsiana B.K.Simon & Cowie
- Aristida jaliscana R.Guzmán & V.Jaram.
- Aristida jaucense Catasús
- Aristida jerichoensis (Domin) Henrard
- Aristida jorullensis Kunth
- Aristida jubata (Arechav.) Herter
- Aristida junciformis Trin. & Rupr.
- Aristida kelleri Hack.
- Aristida kenyensis Henrard
- Aristida kerstingii Pilg.
- Aristida kimberleyensis B.K.Simon
- Aristida kunthiana Trin. & Rupr.
- Aristida laevigata Hitchc. & Ekman
- Aristida laevis (Nees) Kunth
- Aristida lanigera Longhi-Wagner
- Aristida lanosa Muhl. ex Elliott
- Aristida latifolia Domin (feathertop wiregrass[2])
- Aristida latzii B.K.Simon
- Aristida laxa Cav.
- Aristida lazaridis B.K.Simon
- Aristida leichhardtiana Domin
- Aristida leptopoda Benth.
- Aristida leptura Cope
- Aristida leucophaea Henrard
- Aristida liebmannii E.Fourn.
- Aristida lignosa B.K.Simon
- Aristida lisowskii Richel
- Aristida longespica Poir.
- Aristida longicollis (Domin) Henrard
- Aristida longifolia Trin.
- Aristida longiseta Steud.
- Aristida macrantha Hack.
- Aristida macroclada Henrard
- Aristida macrophylla Hack.
- Aristida mandoniana Henrard
- Aristida megapotamica Spreng.
- Aristida mendocina Phil.
- Aristida meraukensis Henrard
- Aristida meridionalis Henrard
- Aristida mexicana Scribn. ex Henrard
- Aristida migiurtina Chiov.
- Aristida minutiflora Caro
- Aristida mohrii Nash
- Aristida mollissima Pilg.
- Aristida monticola Henrard
- Aristida moritzii Henrard
- Aristida multiramea Hack.
- Aristida muricata Henrard
- Aristida murina Cav.
- Aristida mutabilis Trin. & Rupr.
- Aristida neglecta León ex Hitchc.
- Aristida nemorivaga Henrard
- Aristida nicorae Sulekic
- Aristida niederleinii Mez
- Aristida nitidula (Henrard) S.T.Blake
- Aristida novae-caledoniae Henrard
- Aristida obscura Henrard
- Aristida oligantha Michx.
- Aristida oligospira (Hack.) Henrard
- Aristida pallens Cav.
- Aristida palustris (Chapm.) Vasey
- Aristida pansa Wooton & Standl.
- Aristida paoliana (Chiov.) Henrard
- Aristida papuana Veldkamp
- Aristida parodii Henrard
- Aristida parvula (Nees) De Winter
- Aristida patula Chapm. ex Nash
- Aristida pedroensis Henrard
- Aristida pendula Longhi-Wagner
- Aristida pennei Chiov.
- Aristida perniciosa Domin
- Aristida personata Henrard
- Aristida petersonii Allred & Valdés-Reyna
- Aristida pilgeri Henrard
- Aristida pilosa Labill.
- Aristida pinifolia Catasús
- Aristida pittieri Henrard
- Aristida platychaeta S.T.Blake
- Aristida polyclados Domin
- Aristida portoricensis Pilg.
- Aristida pradana León
- Aristida protensa Henrard
- Aristida pruinosa Domin
- Aristida psammophila Henrard
- Aristida pseudochiclayensis Gut.Peralta & R.Castañeda
- Aristida pubescens E.A.Sánchez
- Aristida purpurascens Poir.
- Aristida purpurea Nutt.
- Aristida purpusiana Hitchc.
- Aristida pycnostachya Cope
- Aristida queenslandica Henrard
- Aristida ramosa R.Br.
- Aristida ramosissima Engelm. ex A.Gray
- Aristida recta Franch.
- Aristida recurvata Kunth
- Aristida redacta Stapf
- Aristida refracta Griseb.
- Aristida repens Trin.
- Aristida rhiniochloa Hochst.
- Aristida rhizomophora Swallen
- Aristida riograndensis B.M.A.Severo & I.I.Boldrini
- Aristida riparia Trin.
- Aristida rosei Hitchc.
- Aristida rufescens Steud.
- Aristida sanctae-luciae Trin.
- Aristida sandinensis Catasús
- Aristida sayapensis Caro
- Aristida scabrescens L.Liu
- Aristida scabrivalvis Hack.
- Aristida schebehliensis Henrard
- Aristida schiedeana Trin. & Rupr.
- Aristida schultzii Mez
- Aristida sciuroides Domin
- Aristida sciurus Stapf
- Aristida scribneriana Hitchc.
- Aristida setacea Retz.
- Aristida setifolia Kunth
- Aristida sieberiana Trin.
- Aristida similis Steud.
- Aristida simpliciflora Chapm.
- Aristida somalensis Stapf
- Aristida spanospicula Allred & Valdés-Reyna & Sánchez-Ken
- Aristida spectabilis Hack.
- Aristida spegazzinii Arechav.
- Aristida spiciformis Elliott
- Aristida spuria Domin
- Aristida stenophylla Henrard
- Aristida stenostachya Clayton
- Aristida stipitata Hack.
- Aristida stipoides Lam.
- Aristida stocksii (Hook.f.) Domin
- Aristida stricta Michx.
- Aristida strigosa (Henrard) S.T.Blake
- Aristida subaequans Döll
- Aristida subspicata Trin. & Rupr.
- Aristida subulata Henrard
- Aristida superpendens Domin
- Aristida suringarii Henrard
- Aristida takeoi Ohwi
- Aristida tarapotana Mez
- Aristida tenuifolia Hitchc.
- Aristida tenuiseta Cope
- Aristida tenuissima A.Camus
- Aristida teretifolia Arechav.
- Aristida ternipes Cav.
- Aristida thompsonii B.K.Simon
- Aristida torta (Nees) Kunth
- Aristida trachyantha Henrard
- Aristida transvaalensis Henrard
- Aristida tricornis H.Scholz & P.König
- Aristida triseta Keng
- Aristida triticoides Henrard
- Aristida tsangpoensis L.Liu
- Aristida tuberculosa Nutt.
- Aristida tuitensis Sánchez-Ken & Dávila
- Aristida uruguayensis Henrard
- Aristida utilis F.M.Bailey
- Aristida vagans Cav.
- Aristida vaginata Hitchc.
- Aristida valida Henrard
- Aristida venesuelae Henrard
- Aristida venustula Arechav.
- Aristida vestita Thunb.
- Aristida vexativa Henrard
- Aristida vickeryae B.K.Simon
- Aristida victoriana Sulekic
- Aristida vilfifolia Henrard
- Aristida villosa B.L.Rob. & Greenm.
- Aristida virgata Trin.
- Aristida warburgii Mez
- Aristida wildii Melderis
- Aristida wrightii Nash